# Compsibidion sommeri
Compsibidion sommeri là một loài bọ cánh cứng trong họ Cerambycidae.